# Fauve (Band)

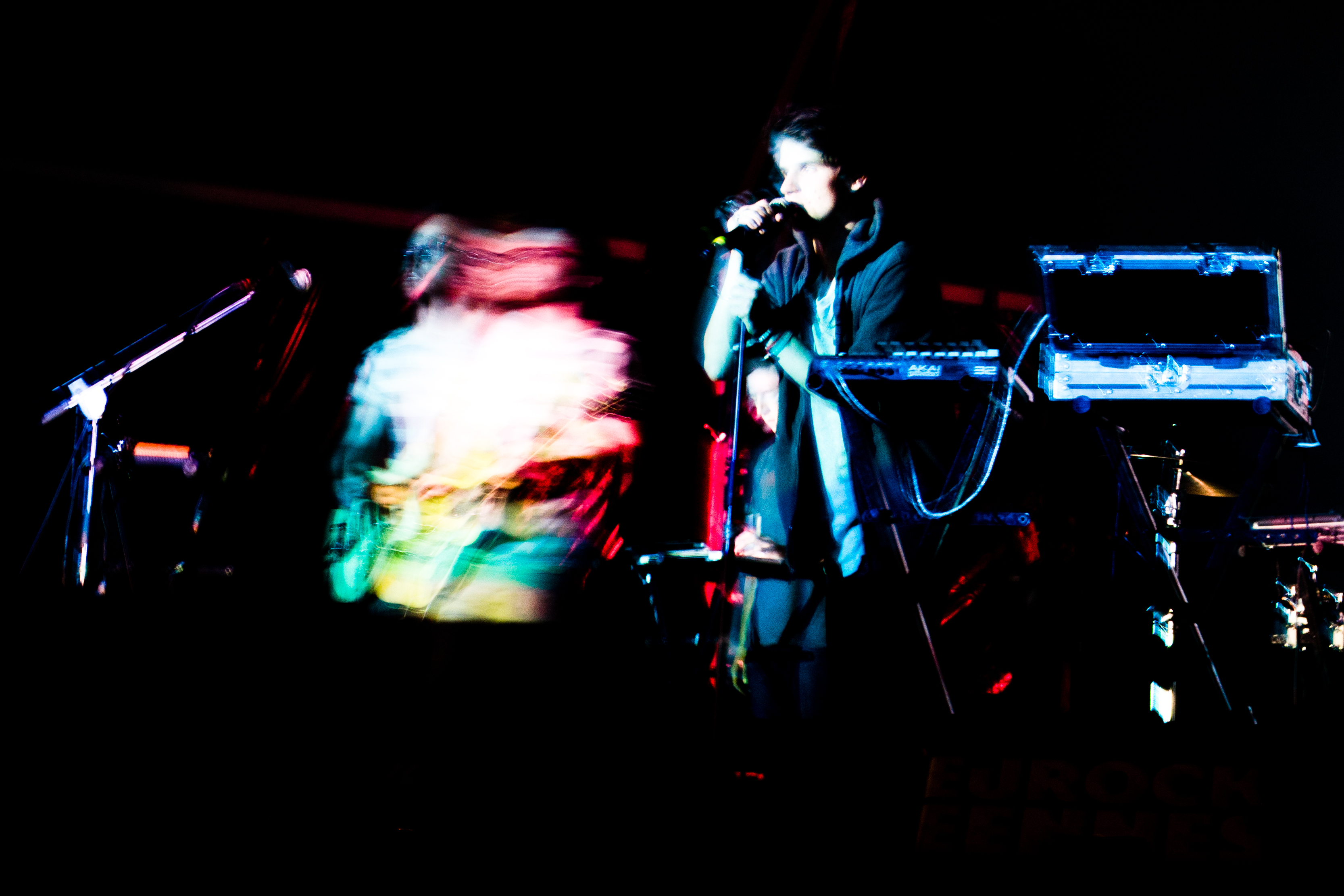
Fauve (2013)

Fauve, auch Fauve ≠ oder Fauve Corp, ist ein französisches Rockkollektiv aus Paris. Seit 2018 sind sie unter dem Namen Magenta aktiv.

## Karriere
Fauve wurde 2010 in der französischen Hauptstadt gegründet. Benannt ist die Band nach dem Spielfilm Les Nuits fauves (deutsch Wilde Nächte) von Cyril Collard aus dem Jahr 1992. Sie machen ein Geheimnis um ihre Identität und bezeichnen sich auch als Kollektiv. Fünf namentlich bekannte Mitglieder bilden den Kern der Band, dazu gehören mindestens vier weitere Personen und ein Videokünstler, die an den Auftritten und Produktionen beteiligt sind. Sie verwenden als Symbol das Ungleichheitszeichen ≠, das in voller Größe auf allen Albumcovern zu sehen ist.
Erste Veröffentlichungen machte die Gruppe über ihren Kanal bei der Videoplattform YouTube. Mit den Songs Kané und Sainte Anne hatten sie gleich Erfolg und erreichten hohe Aufrufzahlen. Dafür waren auch ihre Livekonzerte verantwortlich, die sie im Großraum Paris bekannt machten und die regelmäßig ausverkauft waren. Ihre erste CD Blizzard, eine EP mit 6 Liedern, veröffentlichten sie 2013 und kamen damit in den französischen Charts auf Platz 13. Mit dem Titelsong und später im Jahr mit Songs wie Voyou und De ceux kamen sie auch in die Singlecharts.
Die letztgenannten Songs waren auch auf dem ersten Longplayer von Fauve enthalten. Trotz zahlreicher hochdotierter Angebote produzierten sie das Album selbst und schlossen sich lediglich für den Vertrieb mit Warner zusammen. Vieux fréres – partie 1 erschien im Februar 2014 im gesamten französischsprachigen Raum und war auch in der Wallonie in Belgien und der Romandie in der Schweiz erfolgreich. In Frankreich erreichte das Album Platz 2 und war über ein Jahr in den Charts. Über 110.000 Mal wurde es verkauft und mit Platin ausgezeichnet. Ein Jahr später erschien Teil 2 des Albums, es stieg auf Platz 1 der Charts ein und erreichte Gold-Status. In Belgien und der Schweiz kam es ebenfalls in die Top 5. Das Livealbum 150.900 folgte im April 2016.
Nach einer Auszeit kehrten sie 2018 mit dem YouTube-Kanal Magenta Club zurück. Unter dem Namen Magenta veröffentlichten sie 2021 das Album Monogramme.

## Mitglieder
Hauptmitglieder
- Pierre Louis Cabanettes
- Nicolas Martin Dardillac
- Simon Jean Victor Martellozo
- Stephane Pascal Cesar Muraire
- Quentin Boris Marius Postel

## Diskografie

### Alben
| Jahr | Titel                   | Höchstplatzierung, Gesamtwochen, AuszeichnungChartplatzierungen (Jahr, Titel, Platzierungen, Wochen, Auszeichnungen, Anmerkungen) | Höchstplatzierung, Gesamtwochen, AuszeichnungChartplatzierungen (Jahr, Titel, Platzierungen, Wochen, Auszeichnungen, Anmerkungen) | Höchstplatzierung, Gesamtwochen, AuszeichnungChartplatzierungen (Jahr, Titel, Platzierungen, Wochen, Auszeichnungen, Anmerkungen) | Anmerkungen |
| Jahr | Titel                   | CH | BEW | FR | Anmerkungen |
| ---- | ----------------------- | --- | --- | --- | ----------- |
| 2013 | Blizzard                | — | — | FR13 (79 Wo.)FR | EP          |
| 2014 | Vieux frères – partie 1 | CH11 (11 Wo.)CH | BEW4 (64 Wo.)BEW | FR2 Platin · (62 Wo.)FR |             |
| 2015 | Vieux frères – partie 2 | CH5 (8 Wo.)CH | BEW4 (34 Wo.)BEW | FR1 Gold · (30 Wo.)FR |             |
| 2016 | 150.900                 | CH22 (2 Wo.)CH | BEW11 (23 Wo.)BEW | FR5 (10 Wo.)FR | Livealbum   |
| 2021 | Monogramme              | — | — | FR153 (1 Wo.)FR | als Magenta |

### Singles
| Jahr | Titel Album                                    | Höchstplatzierung, Gesamtwochen, AuszeichnungChartplatzierungen (Jahr, Titel, Album, Platzierungen, Wochen, Auszeichnungen, Anmerkungen) | Höchstplatzierung, Gesamtwochen, AuszeichnungChartplatzierungen (Jahr, Titel, Album, Platzierungen, Wochen, Auszeichnungen, Anmerkungen) | Anmerkungen       |
| Jahr | Titel Album                                    | BEW | FR | Anmerkungen       |
| ---- | ---------------------------------------------- | --- | --- | ----------------- |
| 2013 | Blizzard                                       | — | FR75 (16 Wo.)FR |                   |
| 2013 | Nuits fauves Blizzard                          | — | FR131 (3 Wo.)FR |                   |
| 2013 | Sainte Anne                                    | — | FR136 (3 Wo.)FR |                   |
| 2013 | Voyou                                          | — | FR30 (5 Wo.)FR |                   |
| 2013 | De ceux Vieux frères – partie 1                | BEW50 (1 Wo.)BEW | FR43 (13 Wo.)FR |                   |
| 2014 | Jeunesse Talking Blues Vieux frères – partie 1 | — | FR182 (1 Wo.)FR |                   |
| 2014 | Infirmière Vieux frères – partie 1             | — | FR45 (29 Wo.)FR |                   |
| 2014 | Vieux frères Vieux frères – partie 1           | — | FR134 (1 Wo.)FR |                   |
| 2014 | Lettre à Zoë Vieux frères – partie 1           | — | FR81 (7 Wo.)FR |                   |
| 2014 | Loterie Vieux frères – partie 1                | — | FR111 (1 Wo.)FR |                   |
| 2014 | Voyous Vieux frères – partie 1                 | — | FR138 (1 Wo.)FR | featuring Georgio |
| 2014 | Bermudes Vieux frères – partie 2               | — | FR117 (1 Wo.)FR |                   |
| 2015 | Les hautes lumières Vieux frères – partie 2    | — | FR43 (5 Wo.)FR |                   |
| 2015 | Tallaluh Vieux frères – partie 2               | — | FR149 (1 Wo.)FR |                   |